# Idanha
Idanha è una città degli Stati Uniti d'America, nella contea di Marion nello Stato dell'Oregon. Conta 2 326 abitanti.